# Marieta Botewa
Marieta Georgiewa Botewa (bułg. Мариета Георгиева Ботева, ur. 9 lipca 1956 w Brestowene) – bułgarska profesor retoryki, wykładowca na Uniwersytecie Wielkotyrnowskim, zajmuje się badaniami nad historią retoryki, argumentacją, komunikacją polityczną i debatami. 
Botewa ukończyła studia magisterskie na kierunku filologii i historii i studia podyplomowe z zakresu umiejętności i sztuki mówienia na Uniwersytecie Sofijskim, a w 1988 roku obroniła rozprawę doktorską z retoryki. W latach 2000–2002 była kierownikiem katedry politologii, socjologii i kulturoznawstwa Uniwersytetu Wielkotyrnowskiego. W 2012 roku uzyskała habilitację z filozofii z zakresu argumentacji retorycznej. Jest autorką licznych artykułów i monografii, m.in. Recznik po retorika. 150 argumenta za oratora („Речник по реторика. 150 аргумента за оратора“), Politiczeskata argumentacija w retoriczeskite diskursi („Политическата аргументация в реторическите дискурси“), Diałogyt ot Sokrat do dnes („Диалогът от Сократ до днес”), Retorikata prez Byłgarskoto wyzrażdane („Реториката през Българското възраждане“), Rykowodstwoto za pisane na reczi („Ръководството за писане на речи“).